# Suwałki (rejon wyłkowyski)
Suwałki (lit. Suvalkai) – wieś na Litwie, na Suwalszczyźnie, w rejonie wyłkowyskim w okręgu mariampolskim.
W Królestwie Polskim przynależały administracyjnie do gminy Pojeziory w powiecie wyłkowyskim.